# انتخابات عمومی یوگسلاوی (۲۰۰۰)
انتخابات عمومی در ۲۴ سپتامبر ۲۰۰۰ در یوگسلاوی برگزار شد که شامل انتخابات ریاست جمهوری نیز بود که با استفاده از نظام انتخاباتی دومرحله‌ای برگزار شد و دور دوم احتمالی آن برای ۸ اکتبر برنامه‌ریزی شده بود. پس از دور اول، کمیسیون فدرال انتخابات اعلام کرد که وویسلاو کوشتونیتسا از اپوزیسیون دموکراتیک صربستان (DOS) کمی کمتر از نیمی از آراء داده‌شده را به‌دست آورده و انتخابات، به دور دوم خواهد رفت. بر این اساس، کوشتونیتسا، باید در دور دوم، با نفر دوم دور نخست انتخابات، رئیس‌جمهور در قدرت، اسلوبودان میلوشویچ رقابت می‌کرد. با این‌حال، ائتلاف DOS ادعا کرد که کوشتونیتسا ۵۲٫۵۴ درصد از آراء را به‌دست آورده و پیروز انتخابات شده‌است. این امر، منجر به درگیری گسترده‌ای میان مخالفان و دولت شد. مخالفان تظاهراتی را در بلگراد در ۵ اکتبر ۲۰۰۰ ترتیب دادند. پس از آن، میلوشویچ در ۷ اکتبر استعفا داد و ریاست جمهوری را به کوشتونیتسا واگذار کرد.
نمایندگی ایالات متحده آمریکا برای انکشاف بین‌المللی (USAID) متعاقباً نتایج تجدیدنظرشدهٔ انتخابات را منتشر کرد که بر پایهٔ آن، کوشتونیتسا کمی بیش از ۵۰ درصد از کل آراء را به‌دست آورده بود.
این انتخابات، توسط ائتلاف حاکم مونته‌نگرو به رهبری حزب دموکراتیک سوسیالیست مونته‌نگرو تحریم شده بود.

## نامزدهای ریاست جمهوری
| نامزد              | حزب                                        |
| ------------------ | ------------------------------------------ |
| اسلوبودان میلوشویچ | حزب سوسیالیست صربستان - ائتلاف چپ یوگسلاوی |
| وویسلاو کوشتونیکا  | اپوزیسیون دموکراتیک صربستان                |
| تومیسلاو نیکولیچ   | حزب رادیکال صربستان                        |
| وویسلاو میهایلوویچ | جنبش نوسازی صربستان                        |
| میودراگ ویدویکویچ  | حزب مثبت                                   |

## نتایج
| کاندیدا                | کاندیدا                | حزب                                        | نتایج اعلام‌شدهٔ ۲۸ سپتامبر | نتایج اعلام‌شدهٔ ۲۸ سپتامبر | نتایج اعلام‌شدهٔ ۱۰ اکتبر | نتایج اعلام‌شدهٔ ۱۰ اکتبر |
| کاندیدا                | کاندیدا                | حزب                                        | آراء                      | ٪                         | آراء                    | ٪                       |
| ---------------------- | ---------------------- | ------------------------------------------ | ------------------------- | ------------------------- | ----------------------- | ----------------------- |
|                        | وویسلاو کوشتونیتسا     | اپوزیسیون دموکراتیک صربستان                | ۲٬۴۷۴٬۳۹۲                 | ۵۰٫۳۸                     | ۲٬۴۷۰٬۳۰۴               | ۵۱٫۷۱                   |
|                        | اسلوبودان میلوشویچ     | حزب سوسیالیست صربستان - ائتلاف چپ یوگسلاوی | ۱٬۹۵۱٬۷۶۱                 | ۳۹٫۷۴                     | ۱٬۸۲۶٬۷۹۹               | ۳۸٫۲۴                   |
|                        | تومیسلاو نیکولیچ       | حزب رادیکال صربستان                        | ۲۹۲٬۷۵۹                   | ۵٫۹۶                      | ۲۸۹٬۰۱۳                 | ۶٫۰۵                    |
|                        | وجیسلاو میهایلویچ      | جنبش نوسازی صربستان                        | ۱۴۶٬۵۸۵                   | ۲٫۹۸                      | ۱۴۵٬۰۱۹                 | ۳٫۰۴                    |
|                        | میودراگ ویدویکویچ      | حزب مثبت                                   | ۴۶٬۴۲۱                    | ۰٫۹۵                      | ۴۵٬۹۶۴                  | ۰٫۹۶                    |
| کل                     | کل                     | کل                                         | ۴٬۹۱۱٬۹۱۸                 | ۱۰۰٫۰۰                    | ۴٬۷۷۷٬۰۹۹               | ۱۰۰٫۰۰                  |
|                        |                        |                                            |                           |                           |                         |                         |
| آراء معتبر             | آراء معتبر             | آراء معتبر                                 | ۴٬۹۱۱٬۹۱۸                 | ۹۷٫۳۲                     | ۴٬۷۷۷٬۰۹۹               | ۹۷٫۱۹                   |
| آراء نامعتبر/سفید      | آراء نامعتبر/سفید      | آراء نامعتبر/سفید                          | ۱۳۵٬۳۷۱                   | ۲٫۶۸                      | ۱۳۷٬۹۹۱                 | ۲٫۸۱                    |
| کل آراء                | کل آراء                | کل آراء                                    | ۵٬۰۴۷٬۲۸۹                 | ۱۰۰٫۰۰                    | ۴٬۹۱۵٬۰۹۰               | 100.00                  |
| رأی‌دهندگان ثبت‌نام کرده | رأی‌دهندگان ثبت‌نام کرده | رأی‌دهندگان ثبت‌نام کرده                     | ۷٬۲۴۹٬۸۳۱                 | ۶۹٫۶۲                     | ۶٬۸۷۱٬۵۹۵               | ۷۱٫۵۳                   |
| منبع: CESID, IFES      |                        |                                            |                           |                           |                         |                         |